# Křenovice u Kojetína

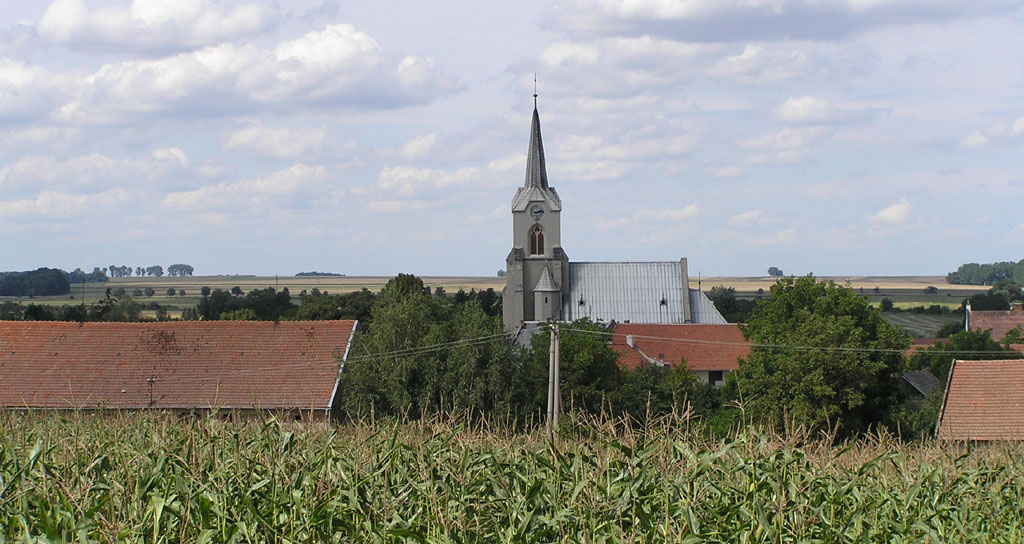
Ortsansicht

Křenovice (deutsch Krzenowitz, 1939–1945 Krenowitz) ist eine Gemeinde in Tschechien. Sie liegt drei Kilometer südwestlich von Kojetín und gehört zum Okres Přerov.

## Geographie
Křenovice befindet sich rechtsseitig der Haná am nordöstlichen Fuße des Litentschitzer Hügellandes im Hornomoravský úval (Obermährische Senke). Das Dorf liegt am Zusammenfluss der Bäche Vlčidolka (auch Křenovický potok) und Syrovátka (auch Korábka). Südöstlich erhebt sich der Hügel Hradisko. Durch den Ort führt die Staatsstraße I/47 zwischen Vyškov und Kroměříž. Südlich von Křenovice verläuft die Autobahn D 1, die nächste Abfahrt 253 – Kojetín liegt drei Kilometer gegen Südosten.
Nachbarorte sind Polkovice und Uhřičice im Norden, Kojetín im Nordosten, Popůvky im Osten, Postoupky, Měrůtky, Bojanovice und Kovalovice im Südosten, Věžky und Vlčí Doly im Süden, Vitčice im Südwesten, Stříbrnice und Dlouhá Ves im Westen sowie Měrovice nad Hanou im Nordwesten.

## Geschichte
Archäologische Funde belegen eine frühzeitliche Besiedlung der Gegend. Am Fuße des Hradisko wurden Reste einer bronzezeitlichen Siedlung aufgefunden.
Die erste schriftliche Erwähnung von Crenowicz erfolgte 1322 in einer Urkunde über den zwei Jahre zuvor erfolgten Verkauf des halben Dorfes durch Záviš von Potštát an den Olmützer Bischof Konrad. Dieser vermachte den Besitz 1326 testamentarisch dem Olmützer Kapitel St. Wenzel, das Chrenowicz ab 1330 zunächst an andere Besitzer weiterreichte. Im Jahre 1349 schenkte Záviš von Bojanovice dem Kapitel auch seine Hälfte von Chrenowicz circa Cogetyn, die der Dekan Orbzín daraufhin gleich zu seinem Eigentum erklärte. Ab 1375 bewirtschaftete das Domkapitel seine Hälfte wieder selbst, die daraus erwirtschaften Einkünfte flossen jedoch wechselseitig den Kanonikern zu. Während des mährischen Bruderkrieges fiel Markgraf Prokop von Mähren zum Ende des 14. Jahrhunderts in Crenowicz ein und verwüstete das bischöfliche Gut. Bischof Johannes Frost ließ ihn daraufhin exkommunizieren. Im Jahre 1406 vereinigte das Bistum beide Anteile und schlug Crenowicz den Olmützer Kapitulargütern zu. Ab 1467 wurde das Dorf als Chřenovice, ab 1480 als Crženowicze, Krženowicze und Krzienowicze, ab 1671 als Kršenowitz, Krzenowitz, Krženowitz und Křenowitz, 1720 als Krenowitz und ab 1771 lateinisch als Krženovitium und Křenovicium bezeichnet. Nachdem sich während des Dreißigjährigen Krieges die Truppen des schwedischen Generals Lennart Torstenssons 1643 auf dem Zahonny-Berg verschanzten und Tovačov besetzt hielten, ließ der kaiserliche General Matthias Gallas den Hradisko befestigen und erwartete dort den Angriff der Schweden. Die Matriken wurden ab 1715 in Kojetín geführt. Eine Schule ist seit 1788 nachweisbar. Im Jahre 1793 bestand das Dorf aus 62 Häusern und hatte  517 Einwohner. 1849 erwarb die Gemeinde die Brennerei und baute sie zum Schulhaus um. Bis zur Mitte des 19. Jahrhunderts gehörte das Dorf immer zu den Olmützer Kapitulargütern.
Nach der Aufhebung der Patrimonialherrschaften bildete Křenovice/Krzenowitz ab 1850 eine Gemeinde in der Bezirkshauptmannschaft Kremsier. Im Jahre 1855 wurde die Gemeinde dem Bezirk Kojetín und 1868 wieder dem Bezirk Kremsier zugeordnet. Seit 1877 gehörte das Dorf zum Okres Přerov. Nachdem 1883 der zweiklassige Schulunterricht aufgenommen worden war, erwies sich das Schulhaus als zu klein. 1885 erfolgte der Bau einer neuen Schule.
1887 entstand die Kirche und im Jahre darauf wurde das Pfarrhaus errichtet und ein Friedhof angelegt. Die Freiwillige Feuerwehr gründete sich 1893. In dem Ort befand sich eine Lehrlingsschule für Knaben und ein Hof des Metropolitankapitels. Im Jahre 1900 lebten in den 127 Häusern des Dorfes 658 Personen. Seit 1911 ist eine Mühle überliefert. 1930 bestand Křenovice aus 165 Häusern und hatte 746 Einwohner. Ab 1938 führte die Gemeinde den Namen Křenovice u Kojetína. 1949 wurde Křenovice dem Okres Kojetín zugeordnet, nach dessen Aufhebung kam der Ort 1960 zum Okres Přerov zurück. 1950 bestand das Dorf aus 170 Häusern, in denen 760 Menschen lebten. Křenovice wurde 1976 als Stadtteil Kojetín IV-Křenovice nach Kojetín eingemeindet. 1980 lebten in den 152 Häusern des Dorfes 529 Personen. Die Schule wurde 1987 geschlossen und 1990 wieder eröffnet. Seit 1990 bildet Křenovice wieder eine eigene Gemeinde. Beim Zensus von 1991 wurden in Křenovice 462 Einwohner, 157 Wohnungen und 134 Häuser gezählt. Seit 2006 führt Křenovice ein Wappen. Am 14. Juni 2007 wurde das Dorf bei einem Hochwasser der Vlčidolka überflutet. Zwischen 2007 und 2009 wurde der Autobahnabschnitt Mořice – Kojetín gebaut, zuvor erfolgten im Jahre 2006 archäologische Grabungen. Ethnographisch gehört die Gemeinde zur Hanna. In Křenovice besteht eine Berufsschule, eine Grundschule, ein Kindergarten, ein Kulturhaus und eine Gemeindebücherei.

## Gemeindegliederung
Für die Gemeinde Křenovice sind keine Ortsteile ausgewiesen.

## Sehenswürdigkeiten
- Pfarrkirche des hl. Johannes von Nepomuk, erbaut 1887 nach Plänen von Gustav Meretta
- Kapelle der hl. Anna, südöstlich des Dorfes in einem Hain am Bach Syrovátka, erbaut 1832
- Hügel Hradisko, südöstlich des Dorfes über dem Tal der Syrovátka mit Befestigungsanlagen des Generals Gallas aus der Zeit des Dreißigjährigen Krieges. Gegen Nordosten befinden sich zwei durch einen Graben getrennte drei bzw. fünf Meter hohe Wälle, gegen Süden ein Graben.
- Grabkapelle der Familie Vožda auf dem Friedhof, errichtet im 19. Jahrhundert
- Bildstock aus der ersten Hälfte des 18. Jahrhunderts, südlich des Dorfes

## Söhne und Töchter der Gemeinde
- Elias von Křenowitz († 1503), Bischof der Böhmischen Brüder
- Jan Rozkošný (1855–1947), Landwirt, Abgeordneter des Reichstages und Landtages
- Bohumír Hrušák (1893–1942), ehemaliger Legionär und Opfer des Nationalsozialismus, er wurde von der Gestapo im Kaunitz-Kolleg ermordet
- Rostislav Vojáček (* 1949), Fußballspieler und -trainer